# 静かな夜に
「静かな夜に」（しずかなよるに）は、日本の女性声優・田中理恵の楽曲。楽曲は梶浦由記により作詞、佐橋俊彦により作曲されている。テレビアニメ『機動戦士ガンダムSEED』のキャラクターソングで、「ラクス・クライン」名義で歌唱。

## 概要
- 本曲はMBS・TBS系テレビアニメ『機動戦士ガンダムSEED』の中で登場するアイドルであるラクス・クラインの代表曲で、数話に挿入歌として使用された。
- また、梶浦由記が初めて楽曲提供したものでもある。
- 同アニメのサウンドトラックに初収録され[1]、その後、田中理恵のキャラクターソングミニアルバム『Chara de Rie』にも収録された。
- 『機動戦士ガンダムSEED』放送10周年を記念して、放映当時のボーカルトラックと梶浦由記による新規アレンジでレコーディングされたバックトラックとを再結合させたバージョンが2012年2月22日にSee-Sawのシングル「あんなに一緒だったのに〜ReTracks」のカップリングとしてリリースされた[2]。
- 2020年2月2日にSUNRISE Music Labelよりデジタルシングルとしてリリースされた[3]。

## 収録曲
| #         | タイトル       | 作詞      | 作曲      | 編曲      | 時間 |
| --------- | -------------- | --------- | --------- | --------- | ---- |
| 1.        | 「静かな夜に」 | 梶浦由記  | 佐橋俊彦  | 梶浦由記  | 4:53 |
| 合計時間: | 合計時間:      | 合計時間: | 合計時間: | 合計時間: | 4:53 |

## スタッフ・クレジット
- Recording Engineer：梶浦由記
- Mixing Engineer：小岩孝志

## 収録作品一覧
アルバム
- 『機動戦士ガンダムSEED ORIGINAL SOUNDTRACK 1』（2002年12月4日）
- 『Chara de Rie』（2003年9月10日）
- 『機動戦士ガンダムSEED～SEED DESTINY THE BRIDGE Across the Songs from GUNDAM SEED & SEED DESTINY』（2006年11月22日）
- 『GUNDAM 30th ANNIVERSARY GUNDAM SONGS 145』（2010年2月24日）[4]
- 『フライングドッグのクリスマス』（2014年11月19日）

シングル
- 「あんなに一緒だったのに ～ReTracks/静かな夜に ～ReTracks」（2012年2月22日）

## Quiet Night C.E.73
「Quiet Night C.E.73」（クワイエット・ナイト・シー・イー・セブンティスリー）は、ミーア・キャンベル（田中理恵）の楽曲で、「静かな夜に」のセルフカバーである。

## 概要
- MBS・TBS系テレビアニメ『機動戦士ガンダムSEED DESTINY』の挿入歌。作中ではヒロインのひとりであるアイドル歌手、ミーア・キャンベルの代表曲として使用されている。
- ラクス・クライン名義で歌う「静かな夜に」のセルフカバーであるが、梶浦由記ではなく、アイドル楽曲のプロデュースで知られているミュージシャン・鈴木Daichi秀行がアレンジしたアップテンポな曲となっている。さらに、原曲の歌詞にはない英語フレーズが含まれている。
- 2005年9月22日に発売された同アニメのイメージアルバム『機動戦士ガンダムSEED DESTINY SUIT CD VOL.8 LACUS CLYNE× MEER CAMPBELL』に初収録された[5]。
- 『機動戦士ガンダムSEED DESTINY』HDリマスタープロジェクトの一環でRetracksバージョンは、「EMOTION」、「Fields of hope」とともにトリプルA面シングルとして2013年7月24日に発売された[6]。
- 2020年2月2日にSUNRISE Music Labelよりデジタルシングルとしてリリースされた[7]。

## 収録曲
| #         | タイトル               | 作詞      | 作曲      | 編曲           | 時間 |
| --------- | ---------------------- | --------- | --------- | -------------- | ---- |
| 1.        | 「Quiet Night C.E.73」 | 梶浦由記  | 佐橋俊彦  | 鈴木Daichi秀行 | 3:09 |
| 合計時間: | 合計時間:              | 合計時間: | 合計時間: | 合計時間:      | 3:09 |

## スタッフ・クレジット
- Recording Engineer：加納洋一郎
- Mixing Engineer：伊藤政孝（SOUND VALLEY）

## 収録作品一覧
アルバム
- 『機動戦士ガンダムSEED～SEED DESTINY THE BRIDGE Across the Songs from GUNDAM SEED & SEED DESTINY』（2006年11月22日）

シングル
- 「機動戦士ガンダムSEED DESTINY SUIT CD VOL.8 LACUS CLYNE× MEER CAMPBELL」（2005年9月22日）
- 「Quiet Night C.E.73～ReTracks/EMOTION ～ReTracks/Fields of hope～ReTracks」（2013年7月24日）